# Chiesa di San Bartolomeo (Brugherio)
(estratto del discorso tenuto dal cardinale Schuster nel 1939, in occasione della consacrazione della nuova chiesa)
La chiesa di San Bartolomeo di Brugherio è l'edificio di culto principale della comunità pastorale Epifania del Signore, nonché la parrocchia più antica della città. Dotata di un certo valore artistico e architettonico, custodisce le reliquie dei Magi. Caratteristico è il suo campanile, alto 36,80 metri.

## Storia dell'edificio

### Gli esordi (1578-1613)

#### Tra il 1578 e il 1582

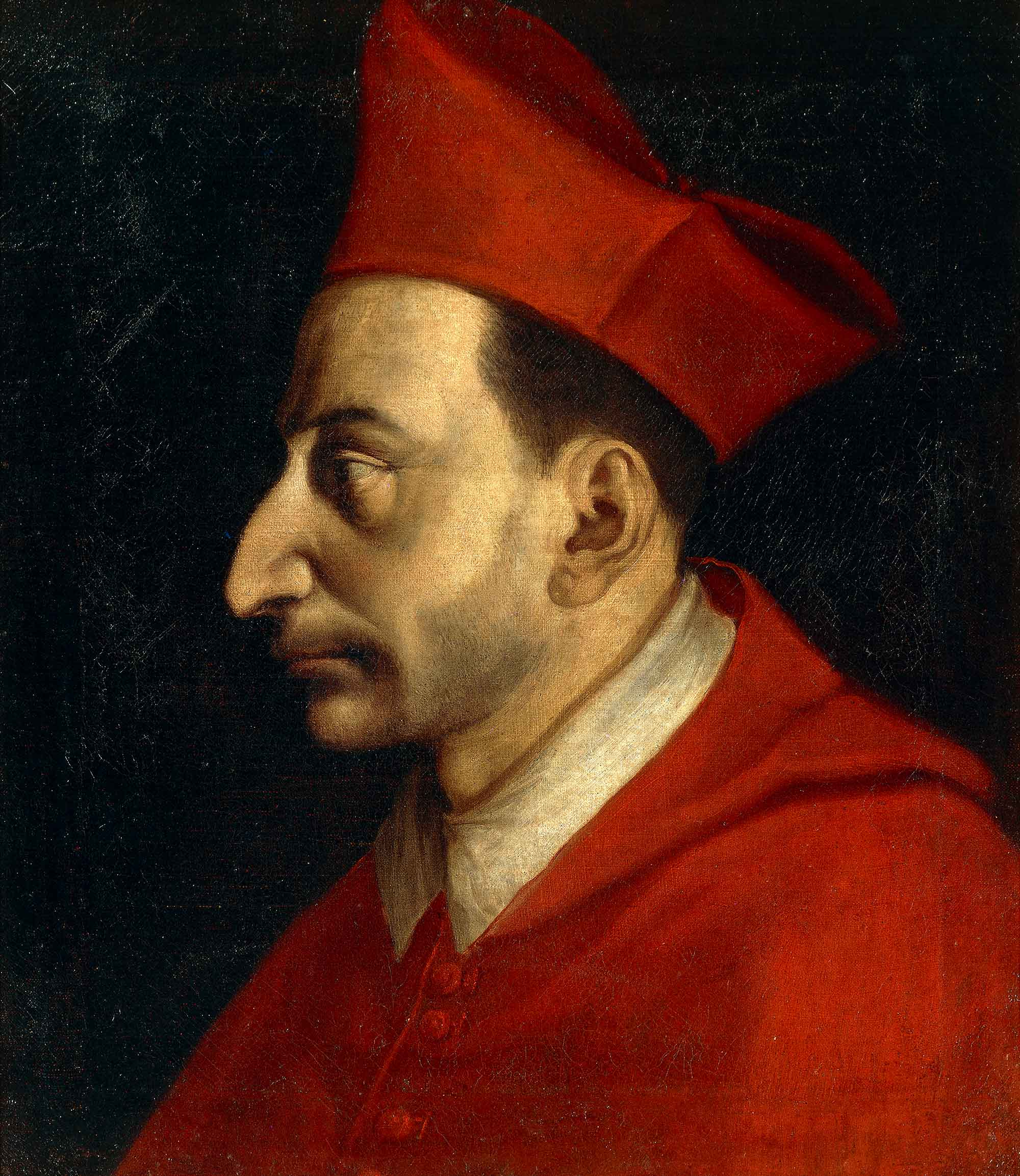
Ambrogio Figino
Carlo Borromeo
Museo diocesano di Milano.

Quando san Carlo Borromeo decise di fondare una parrocchia nella località di Brughé per motivi di carattere pastorale, era presente una chiesetta diroccata e antica e praticamente inadatta secondo le disposizioni tridentine. In più, tale chiesetta non era consacrata, cosa che rendeva estremamente necessario l'intervento dell'autorità vescovile nella risoluzione di questo stato d'abbandono, tenendo conto del fatto che, nel contempo, vi si custodiva anche il Santissimo Sacramento. Nonostante queste carenze, il Borromeo procedette comunque alla costituzione della nuova entità parrocchiale, affidandola a don Arcangelo Biancardi:
(Comitato per le Feste, S. Carlo Borromeo e Monza: memorie cittadine: pubblicate nel III centenario della canonizzazione, p. 41.)
Nella seconda visita pastorale compiuta dal cardinale-arcivescovo (1582), pertanto, si procedette alla consacrazione dell'edificio (ampliato, nel frattempo, grazie ai ruderi della decadente chiesa di San Rocco e a quelli di San Damiano) e alla sua dedicazione a San Bartolomeo, nonostante ancora degli abusi e delle carenze nell'utilizzo degli spazi della chiesa:
(Atti della visita pastorale del 1582, copia conservata presso l'Archivio della Parrocchia di San Bartolomeo.)
Sempre in tale occasione, l'arcivescovo delineò definitivamente i confini della parrocchia con l'esclusione della Cascina Bastoni, di Sant'Albino, di San Donato e di San Damiano, comunità che avevano protestato per la separazione dalla ben più ricca parrocchia di San Gerardo di Monza, la quale non richiedeva il pagamento di una tassa annuale da versare al parroco per i bisogni suoi personali e quelli di prima necessità per lo svolgimento delle funzioni religiose.

#### Tra il 1582 e il 1613

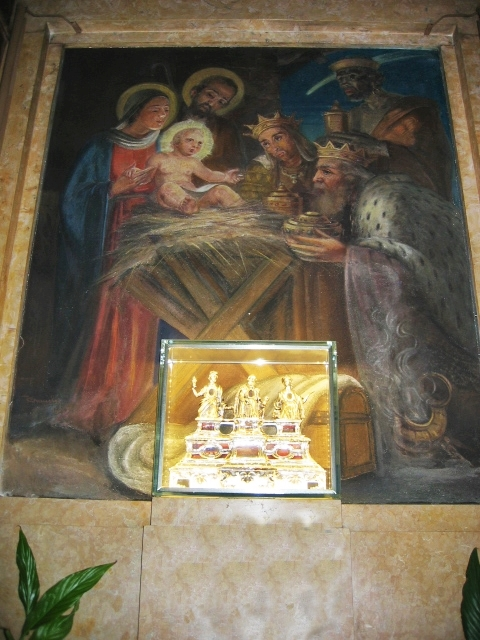
Altare dei Magi, con copia del reliquiario realizzato in occasione del 400º anniversario della traslazione nella parrocchiale (2013). L'affresco è di Virgilio Cranchi.

La parrocchia era, infatti, povera e bisognosa di mezzi per riuscire a completare quanto era stato richiesto nelle relazioni stese durante le visite pastorali di san Carlo. In occasione della visita pastorale del 1596 compiuta dal cugino di Carlo, il neo-arcivescovo Federigo, annota che il Santissimo e l'olio usato per l'unzione degli infermi erano custoditi in un "tabernacolo...piccolo e di legno", ma che bisognava adattare alcune aree della piccola chiesa secondo le norme canoniche. Nel frattempo, la vita comunitaria si era arricchita della presenza di due istituti spirituali voluti fortemente dai vescovi al Concilio di Trento: la Schola del Santissimo Sacramento e la Schola della Dottrina cristiana. La prima, fondata nel 1578, era deputata a coinvolgere la popolazione in varie pratiche devozionali, incrementandone così la virtù; la seconda, invece, doveva istruire i fedeli in materia di fede per allontanarli dall'eresia. L'evento più importante, però, fu la ricognizione di una parte delle reliquie dei Magi, che credevasi trasferite totalmente nella lontana Colonia, da parte di Federigo Borromeo nel 1613. In quest'anno, esattamente il 27 maggio, vi fu la solenne traslazione dalla chiesa di Sant'Ambrogio nella parrocchiale sotto l'attenta supervisione del parroco d'allora, Francesco Bernardino Paleario.

### Il XVIII secolo

#### LaCronacadel De Petri
Per conoscere i dettagli della storia della parrocchia e della chiesa nel secolo dei lumi, è fondamentale come fonte un resoconto scritto dal parroco Antonio De Petri (o Petro), curato dal 1778 al 1819. Costui, desideroso di imitare le Memorie storiche della città di Monza del canoninco Antonio Francesco Frisi, redasse anche lui una cronaca che descrivesse il territorio di Brugherio e, tra le varie realtà, anche quella della chiesa di San Bartolomeo:
(Don Antonio De Petri, Descrizione delle terre, e delle cassine che compongono la parrocchia di Brugherio e notizie storiche intorno alle medesime, manoscritto conservato presso l'Archivio Parrocchiale di San Bartolomeo, Brugherio 1794, citato in San Bartolomeo: una ricostruzione storica delle vicende della parrocchiale.)
Da quello che si può leggere, nel corso di quasi duecento anni la chiesa ha subito parecchie modifiche estetiche ed architettoniche, rispetto alle relazioni iniziali di Carlo e Federigo Borromeo: è monumentale, presenta una specie di rosone capace di illuminare l'interno che non presenta più una sola navata, ma tre come nell'attuale chiesa. 
Inoltre, proseguendo nella descrizione, il De Petri riporta la presenza di alcuni dipinti, tra cui uno raffigurante il Martirio di santa Margherita, del XVII secolo.
Sempre nel XVIII secolo, fu edificato anche l'attuale campanile, del quale si preferisce trattare in sede diversa per via delle numerose modifiche che ha subito nel corso dell'800 e del '900.

### Il XIX secolo

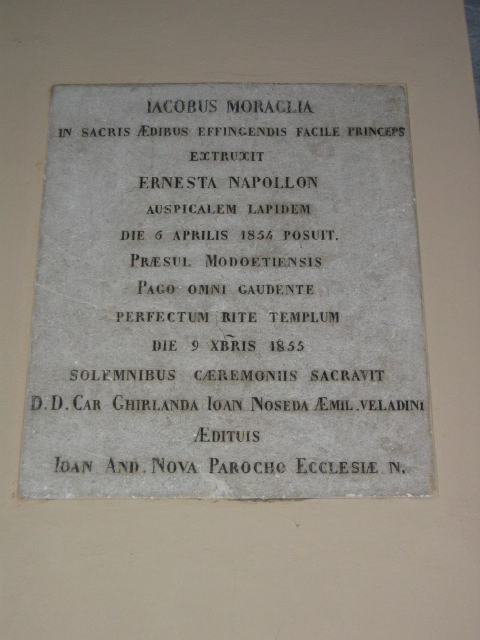
Targa commemorativa dei lavori compiuti dall'architetto Giacomo Moraglia nel 1855

#### Fermenti architettonici e artistici: Moraglia e Valtorta
A partire dalla seconda metà del XIX secolo, sotto i parroci Gian Andrea Nova, Giuseppe Maroni e Giuseppe Schieppati si assistette ad un fermento di rinnovamento artistico ed architettonico senza precedenti. In seguito alla visita pastorale del 1851 dell'arcivescovo Romilli, ci si rese conto della necessità di ampliare la chiesa, a causa dell'accresciuto numero di abitanti. Gian Andrea Nova, parroco dal 1838 al 1878, si prodigò immediatamente ad esaudire le richieste episcopali chiamando l'architetto Giacomo Moraglia nel 1854. I lavori di ricostruzione della parrocchiale, che prevedevano nello specifico la creazione del presbiterio, il rifacimento completo della facciata e la costruzione dei bracci minori del transetto, si svolsero nel giro di un anno. La prima pietra fu posata il 1º aprile 1854, e già il 9 ottobre del 1855 la nuova chiesa era per la maggior parte costruita. Il 1º dicembre i lavori di costruzione venivano ultimati definitivamente. La pianta della nuova chiesa era di croce greca. Sotto la cura pastorale di don Giuseppe Maroni (1879-1884), fu chiamato il pittore milanese Giovanni Valtorta per realizzare parte degli affreschi e dipinti che tuttora si possono vedere in chiesa.

#### Ornamenti vari
La chiesa del Moraglia necessitava di ulteriori arricchimenti artistici, e che non si limitassero esclusivamente agli affreschi ornamentali. Infatti, nella seconda metà dell'Ottocento, i parroci successori del Nova provvidero a dotare la chiesa di preziosi suppellettili: don Michele Rotti (1884-1894) si preoccupò di dotare gli interni dei pulpiti laterali al presbiterio centrale e dell'organo per la liturgia (l'Organo Tornaghi), mentre sempre in questo periodo si provvide anche a dotare il coro di preziosi stalli scanditi da paraste scanalate.

### Il XX secolo

#### L'ampliamento della chiesa: Leo Sorteni

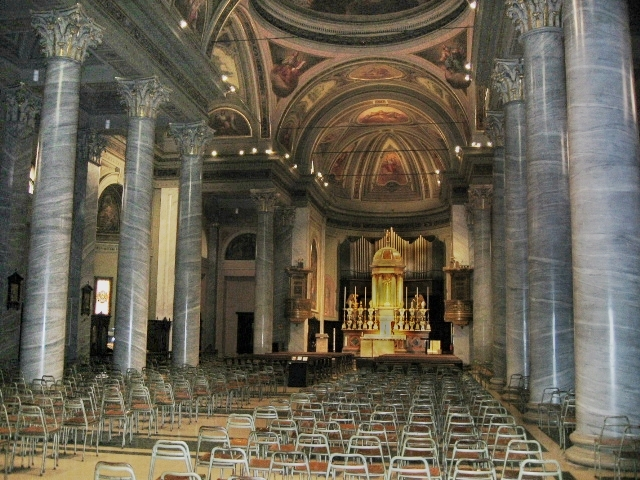
Chiesa di San Bartolomeo - interno. Il colonnato e le gallerie di affreschi sono stati realizzati durante i lavori del Sorteni. L'antica chiesa del Moraglia, invece, va dal transetto al presbiterio.

Dopo alcuni lavori di minore entità compiuti sotto don Luigi Fumagalli (1898-1921), quali per esempio la commissione di ulteriori affreschi affidati al pittore Enrico Mariola, l'aspetto definitivo della chiesa che possiamo ammirare oggi, sia per quanto riguarda gli interni che gli esterni, è opera dell'architetto Leo Sorteni. Come nel 1854, anche in questo caso i lavori furono determinati dalle annotazioni che l'arcivescovo Ildefonso Schuster fece presente al parroco, don Giuseppe Camagni (1921-1957), in occasione della visita pastorale del 1937. Don Camagni, pertanto, chiese al Sorteni (di cui era amico) di guidare i lavori di ampliamento della chiesa, resi necessari per l'aumento del numero della popolazione del paese di Brugherio. Il Sorteni ci mise solamente un anno a completare l'ampliamento dell'edificio (il tempio religioso fu consacrato dall'arcivescovo nella visita pastorale dell'ottobre del 1939), allungandolo dal transetto della pianta a croce latina della chiesa (vale a dire dal braccio corto). Questo comportò un allungamento delle tre navate di ben 42 metri, l'abbattimento e il rifacimento della facciata e la costruzione della nuova canonica. Nel 1940, nuovi cicli di affreschi volti ad abbellire le volte appena realizzate furono dipinti da Virgilio Cranchi.

#### Dagli anni '50 ad oggi: i restauri degli anni '90 e 2000
Nel corso del secondo novecento, i parroci si occuparono della manutenzione e del restauro di alcuni affreschi della chiesa. Per esempio, don Franco Perlatti (1958-1994) si preoccupò di salvare dalla rovina alcuni degli affreschi più antichi, mentre il successore don Giovanni Maraviglia (1994-2009) affidò alla ditta GF Marcato, tra il 1990 e il 2005, il restauro completo degli affreschi della chiesa: la prima fase dei restauri, avvenuta nel 1990, riguardò le cappelle laterali, il presbiterio e la cupola; la seconda (2002/2003) le navate laterali e il transetto; la terza fase (2004/3005) riguardò il restauro degli affreschi della navata centrale.

## Analisi artistica ed architettonica

### L'interno

#### Dati architettonici
La chiesa, dopo le modifiche del 1939, è ritornata a presentare una pianta a croce latina, il cui transetto corrisponde all'antico limite dell'edificio realizzato dal Moraglia. È divisa in tre navate, due laterali e una principale, cui si accede attraverso le tre rispettive porte presenti sulla facciata. Queste navate, che percorrono i 42 metri di lunghezza della pianta, terminano in tre punti diversi dell'edificio: la navata di sinistra termina con l'ingresso nella sagrestia; quella centrale lascia il posto al presbiterio; quella di destra si ferma ad una porta che doveva condurre ad uno dei due pulpiti, oggi inutilizzati. L'accesso alla chiesa è permesso grazie anche a due porte laterali presenti sul lato che dà a meridione, una delle quali (quella posta accanto al campinile e che si può vedere nella foto sotto riportata) è stata realizzata dopo l'abbattimento (avvenuta per ordine del Sorteni) della cosiddetta Ca de sciatt, cioè di una piccola zona riservata alla gente troppo povera e che si vergognava di entrare nella chiesa vera e propria. Ritornando alla descrizione dell'interno dell'edificio, la navata centrale è ornata da una teoria di colonne con capitello corinzio, che sostengono la volta a galleria realizzata sotto il Sorteni, mentre dal transetto all'inizio del presbiterio (dunque la chiesa progettata dal Moraglia), la volta a galleria lascia il posto ad una grande cupola impostata su un tamburo. Sempre in quest'area della chiesa, ai lati sono presenti due cappelle laterali, una dedicata alla Madonna del Rosario (navata laterale di destra), l'altra a san Giuseppe (navata laterale di sinistra). L'altare dedicato allo sposo di Maria è di età tardo-barocca. Il presbiterio, rialzato rispetto allo spazio destinato al popolo dei fedeli, presenta infine un'abside semicircolare.

#### Le ricchezze di San Bartolomeo

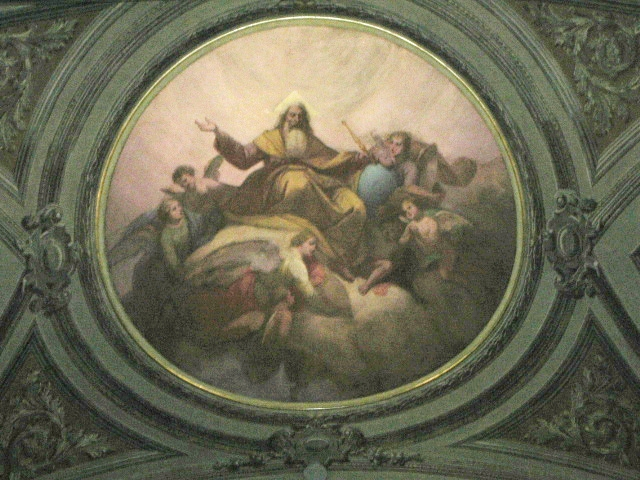
Giovanni Valtorta, Gloria dell'Eterno Padre, affresco della cupola del presbiterio.

##### Gli affreschi
La chiesa di San Bartolomeo, tra il 1880 e il 1940, ha visto abbellire le sue volte e gli interni grazie a dei cicli di affreschi e a dei dipinti posti ai lati dell'abside che, nonostante siano stati realizzati da artisti minori, la rendono pregevole dal punto di vista artistico. Giovanni Valtorta ebbe l'incarico, da parte del parroco Maroni, di affrescare la volta (Gloria dell'Eterno Padre), di realizzare una Natività e una Deposizione ai lati del presbiterio. Il pittore piemontese Enrico Mariola, nel 1913, fu chiamato da don Luigi Fumagalli perché provvedesse a decorare delle aree che sarebbero state poi demolite in occasione dei lavori compiuti vent'anni dopo dal Sorteni. Unico lavoro del Mariola che è sopravvissuto sarebbe l'Annunciazione che si trova sopra l'ingresso della sagrestia. Infine, ad affrescare le volte realizzate dal Sorteni fu incaricato Virgilio Cranchi, ornate con delle figure di Santi e Profeti fortemente sentiti dalla devozione popolare dei brugheresi. Il Cranchi realizzò, nella cappella della Vergine e di san Giuseppe, gli affreschi dipinti nel catino absidale.

##### L'organo tornaghi, le sculture e il baldacchino
Oltre agli affreschi, la parrocchiale può vantare anche altre ricchezze artistiche e devozionali: l'Organo Tornaghi del 1859, oggetto di un attento restauro durato tre anni (2010-2013); la presenza delle Reliquie dei Magi, custodite in un antico reliquiario del XVII secolo del quale è stata realizzata una copia in occasione del 400º anniversario della traslazione nella parrocchiale; le due vetrate poste sulle cappelle absidali della Madonna del Rosario e di san Giuseppe, raffiguranti rispettivamente Il Martirio di San Bartolomeo e l'Adorazione dei Magi, realizzate nel 1937 ad opera di una squadra di artisti guidata da Gio Ponti. Le cappelle laterali, inoltre, sono ornate di sculture lignee risalenti, le più antiche, al XVII secolo, mentre quelle più recenti sono del secolo scorso. Tra queste, la più antica e meglio elaborata è quella raffigurante sant'Antonio da Padova. Uno dei più preziosi cimeli di proprietà della parrocchia, infine, consiste nel prezioso baldacchino usato durante la solennità del Corpus Domini. Risalente al 1845 e commissionato dal parroco Nova, ha vinto il primo posto dall'imperial regio governo austriaco.

### L'esterno
L'esterno della chiesa presenta un aspetto decorativo e architettonico molto semplice, al contrario dell'interno. La facciata è sicuramente il lato architettonico più interessante, in quanto è stato oggetto di vari rifacimenti nel corso del XIX e XX secolo. La facciata costruita dal Moraglia, dal sapore neoclassico per la semplicita ornamentale e per l'ordine geometrico con cui è scandita da lesene, non differiva molto da quella realizzata poi dal Sorteni, se non per la presenza (al posto dell'attuale vetrata a lunetta) di un dipinto raffigurante i Re Magi. L'attuale facciata, opera del Sorteni, è scandita da due ordini di lesene ioniche. Il lato superiore della struttura è caratterizzato da un frontone a timpano.

### La torre campanaria
(Antonio Francesco Frisi, Memorie storiche di Monza e sua corte, tomo III, in San Bartolomeo: una ricostruzione storica delle vicende della parrocchiale, p. 28.)

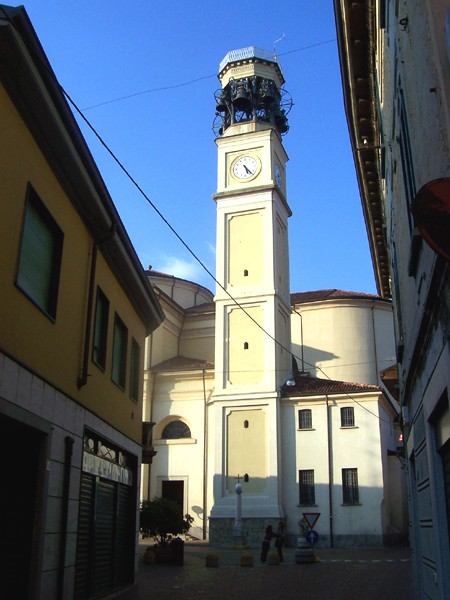
La torre campanaria di San Bartolomeo vista da Via Tre Re.

Così il canonico Frisi accenna al particolare campanile che domina il panorama di Brugherio, costruito intorno alla metà del XVIII secolo (esattamente tra il 1751 e il 1771) grazie ai fondi del Marchese Silva e del governatore di Milano, Luca Pallavicini. Edificato su di una vecchia torre campanaria ormai completamente decadente e fatiscente, il campanile della parrocchiale presenta delle caratteristiche completamente differenti rispetto al canone architettonico usato per gli altri omologhi della regione. Il campanile di San Bartolomeo è, infatti, a forma di torrione. Ornato dalla presenza di lesene decorative, è diviso orizzontalmente in quattro settori da dei marcapiani. L'ultimo settore, posto sotto la particolarissima cella campanaria, ospita la presenza di due orologi, testimoniati dal De Petri già nel 1794. La cella campanaria e il terrazzorecintanto sovrastante hanno subito una serie di interventi nel corso dei secoli. Se all'epoca del parroco De Petri le campane erano solamente tre, nel corso del XIX secolo Don Gioachino Farè (parroco dal 1820 al 1838), Gian Andrea Nova e Giuseppe Schieppati (1895-1898) procedettero all'allargamento della cella campanaria, aggiungendovi prima cinque campane (1836), per poi diventare sei nel 1838 ed infine otto nel 1897. Lo stesso discorso vale per il terrazzo ottagonale che culmina sopra la struttura. Al tempo del De Petri, probabilmente, il campanile terminava a cupola, e solamente con le modifiche alla cella campanaria si decise di modificarne anche la cima. L'insicurezza, dovuta all'imprecisione delle fonti scritte, scema davanti alle prime fotografie di Brugherio, risalenti ai primi del XX secolo, quando il torrione presentato nella foto accanto era già presente. Gli ultimi ritocchi alla cima del campanile verranno apportati nel 1952, quando viene installato il meccanismo automatico per il suono delle campane.